# Wolfgang Haustein

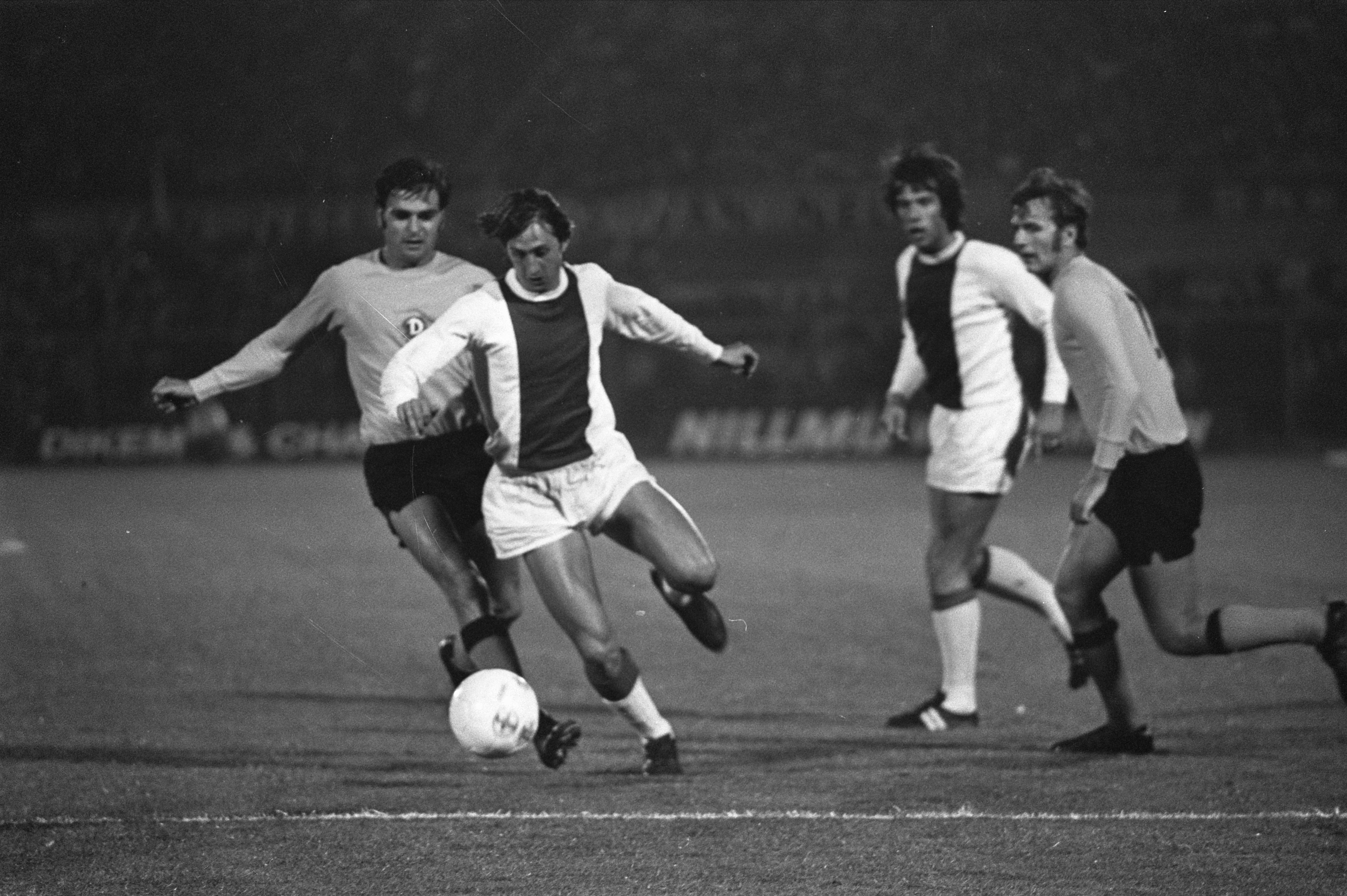
Wolfgang Haustein (ganz links) 1971

Wolfgang Haustein (* 19. Dezember 1941 in Marienberg; † 4. August 2022) war Fußballspieler in der obersten Spielklasse des DDR-Fußballverbandes, der Oberliga. Er spielte dort für die SG Dynamo Dresden, mit der er zweimal Meister und einmal Pokalsieger wurde. Später war er als Fußballtrainer tätig.

## Fußball-Laufbahn

### Spieler
Haustein begann seine sportliche Laufbahn in der Kinder- und Jugendsportschule in Klingenthal mit dem Ziel, Skispringer zu werden. 1956 begann er jedoch bei Aufbau Klingenthal Fußball zu spielen. 1959 wurde er zur Fußballschule Dresden delegiert, die Fußballspieler für die SG Dynamo Dresden ausbildete. Voraussetzung war die Verpflichtung zum Dienst bei der Volkspolizei für mindestens zwei Jahre. 1963 war der 1,78 m große Haustein als Spieler von Dynamo Dresden kurzfristig im Kader der DDR-Nachwuchs-Nationalmannschaft, mit der er zwei Länderspiele absolvierte. In der Saison 1961/62 gehörte er zur Dynamo-Mannschaft, die den Aufstieg in die DDR-Oberliga schaffte. Haustein war bereits in seiner ersten Oberligasaison 1962/63 als Innenverteidiger Stammspieler und absolvierte 24 der ausgetragenen 26 Punktspiele. Neuling Dynamo Dresden konnte sich nur eine Saison lang in der Oberliga halten, und so musste Haustein 1963/64 wieder in der zweitklassigen DDR-Liga spielen. Nach dem sofortigen Wiederaufstieg war er 1964/65 in allen 26 Oberliga-Punktspielen dabei, wobei er wechselweise auf allen Abwehrpositionen eingesetzt wurde. An seiner Allroundrolle in der Abwehr änderte sich bis 1967 nichts, in der Saison 1967/68 rückte er mehrfach in das Mittelfeld vor. Am Ende dieser Spielzeit stand Dynamo erneut als Absteiger fest, doch auch diesmal gelang die sofortige Rückkehr in die Oberliga. Haustein war mit 28 von 30 DDR-Liga-Punktspielen am Aufstieg beteiligt. Die Oberligasaison 1969/70 bestritt er mit 19 Punktspielen hauptsächlich als rechter Verteidiger. Seine erfolgreichste Spielzeit fand 1970/71 statt. Mit erneut 19 Oberligaeinsätzen in der Abwehrreihe war er am Gewinn der DDR-Meisterschaft beteiligt. Außerdem stand er als rechter Verteidiger am 2. Juni 1971 im DDR-Pokalendspiel, das Dynamo Dresden mit 2:1 über den Berliner FC Dynamo gewann. 1971/72 zeichnete sich bereits das Ende der Fußball-Laufbahn des inzwischen 30-jährigen Haustein ab. Nur noch sporadisch kam er in zehn Punktspielen der Oberliga zum Einsatz. Seine letzte Oberligasaison spielte er 1972/73, die er nach elf Einsätzen zum zweiten Mal als Meister beendete. Bei der Meisterschaftsfeier am letzten Spieltag, dem 23. Juni 1973, bestritt er in der Begegnung Dynamo Dresden – FC Karl-Marx-Stadt (2:1) als Libero vor 30.000 Zuschauern sein letztes Oberligaspiel. Zwischen 1962 und 1973 bestritt er 181 Oberligaspiele (ein Tor) und fünf Europapokalspiele.

### Trainer
Haustein hatte bereits während seiner Zeit als Fußballspieler das Sportlehrerdiplom erworben. Mit dieser Voraussetzung übernahm Dynamo Dresden seinen Meisterspieler unmittelbar nach seinem Rücktritt in den Trainerstab. Bis 1978 arbeitete er im Nachwuchsbereich, danach bekleidete er die Funktion des Cheftrainers als Vorgesetzter des „Verantwortlichen Oberligatrainers“. Ab 1982 betreute er die 2. Mannschaft von Dynamo Dresden, mit der er 1984 in die DDR-Liga aufstieg. Als am Ende der Saison 1985/86 das Trainerkollektiv der Dynamo-Oberligamannschaft ausgewechselt wurde, übernahm Haustein vom Sommer 1986 an das Amt des Assistenztrainers unter dem neuen Oberligatrainer Eduard Geyer. Zu Beginn der Saison 1988/89 übernahm Haustein das Training des DDR-Ligisten Wismut Gera.

## Erfolge als Spieler
- DDR-Fußballmeister 1971 und 1973
- DDR-Pokalsieger 1971
- Aufstieg in die Oberliga 1962, 1964, 1969